# Supremacy (Muse)
Supremacy è un singolo del gruppo musicale britannico Muse, pubblicato il 20 febbraio 2013 come terzo estratto dal sesto album in studio The 2nd Law.

## Descrizione
Traccia d'apertura dell'album, Supremacy è un brano hard rock intrecciato alla musica sinfonica. Secondo la rivista francese Jeuxactu, il brano presenta molte somiglianze con il brano dei Led Zeppelin Kashmir.

### Relazioni conSkyfall
Supremacy è stato costantemente accostato dai fan dei Muse a molti brani impiegati per i vari film di James Bond, oltre ad essere stato ritenuto un brano valido per un possibile film sull'Agente 007. Alcuni fan del gruppo hanno deciso di supportare Supremacy per renderlo il tema principale per l'allora inedito Skyfall e alcuni siti crearono addirittura dei contest per confrontare il brano stesso con quello ufficialmente utilizzato per il film, ovvero l'omonimo singolo di Adele. Nel periodo successivo alla pubblicazione di The 2nd Law, i Muse hanno discusso riguardo alla somiglianza del brano con i brani presenti nei vari film legati a James Bond; il batterista Dominic Howard in particolare ha spiegato:
 Questo commento è stato largamente interpretato come una conferma che i Muse avessero composto Supremacy appositamente per il film. Tuttavia, la EON Productions (responsabile di tutti i film ufficiali di James Bond) smentì le voci relative alla considerazione dei Muse per Skyfall: i produttori del film, Barbara Broccoli e Michael G. Wilson, hanno affermato anzi che Adele era «sempre stata la nostra prima scelta».

## Pubblicazione
Originariamente, l'uscita di Supremacy era prevista per il 25 febbraio 2013, secondo quanto riportato su alcune copie promozionali del brano. Nonostante sia stata rivelata anche una copertina attraverso il sito ufficiale del gruppo, il brano è entrato in rotazione radiofonica soltanto a partire dal 15 marzo.
Tuttavia, una versione dal vivo del brano eseguita dal gruppo durante lo svolgimento dei BRIT Awards 2013 è stata pubblicata il 20 febbraio 2013 in esclusiva sull'iTunes Store.

## Video musicale
Il video, girato a Los Angeles, è stato pubblicato il 6 febbraio in anteprima sul sito della rivista NME.

## Tracce
CD promozionale (Regno Unito)
1. Supremacy (Radio Edit) – 4:28
2. Supremacy (Album Version) – 4:55

Download digitale
1. Supremacy (Live from the BRITs 2013) – 4:47

## Formazione
Gruppo
- Matthew Bellamy – voce, chitarra, tastiera, sintetizzatore, arrangiamento strumenti ad arco
- Chris Wolstenholme – basso, voce, sintetizzatore
- Dominic Howard – batteria, percussioni, sintetizzatore

Altri musicisti
- Alessandro Cortini – sintetizzatori aggiuntivi
- David Campbell – arrangiamento strumenti ad arco
- Alyssa Park – primo violino
- Ruth Bruegger – violino
- Kevin Connolly – violino
- Mario Deleon – violino
- Tamara Hatwan – violino
- Gerardo Hilera – violino
- Songa Lee – violino
- Serena McKinny – violino
- Sara Parkins – violino
- Michele Richards – violino
- Sara Thornblade – violino
- Josefin Vergara – violino
- Steve Richards – violoncello principale
- Erika Duke-Kirkpatrick – violoncello
- Suzie Katayama – violoncello
- George Kim Scholes – violoncello
- Dave Stone – contrabbasso
- Oscar Hidalgo – contrabbasso
- Wayne Bergeron – tromba solista
- Joseph Meyer – corno francese
- Nathan Campbell – corno francese
- Alan Kaplan – trombone
- Charles Morillas – trombone
- Nick Lane – trombone
- Craig Gosnell – trombone
- Tom Saviano – sassofono tenore
- Donald Marchese – sassofono baritono

Produzione
- Muse – produzione
- Tommaso Colliva – produzione aggiuntiva, ingegneria del suono
- Adrian Bushby – produzione aggiuntiva, ingegneria del suono
- Chris Lord-Alge – missaggio

## Classifiche
| Classifica (2013)                | Posizione massima |
| -------------------------------- | ----------------- |
| Francia                          | 84                |
| Regno Unito                      | 58                |
| Regno Unito (rock & metal)       | 2                 |
| Stati Uniti (rock & alternative) | 39                |
| Svizzera                         | 58                |